# 수오네뇨키

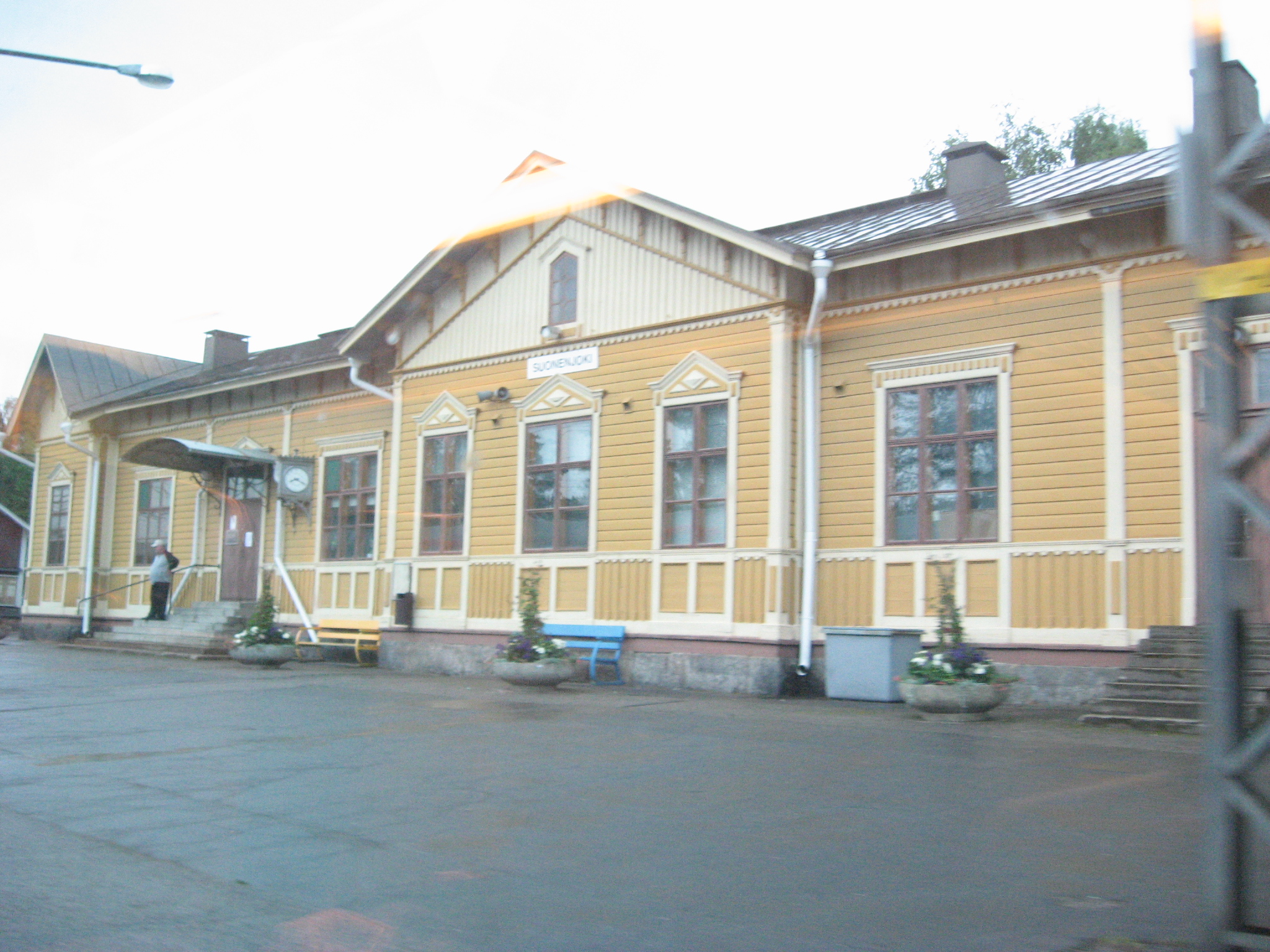
수오네뇨키 철도역

수오네뇨키의 위치

수오네뇨키(핀란드어: Suonenjoki)는 핀란드 북사보 지역에 위치한 도시로 면적은 713.54km2, 인구는 7,366명(2016년 3월 31일 기준), 인구 밀도는 10.32명/km2이다.

시 문장

## 같이 보기
- 1998년 수오네뇨키 열차 충돌사고